# 喜連川五月女坂の戦い
喜連川五月女坂の戦い（きつれがわそうとめざかのたたかい）は、天文18年（1549年）9月17日下野国喜連川及び五月女坂で行われた合戦。別名・喜連川早乙女坂の戦い、早乙女坂の戦いなど。

## 経過
戦国大名宇都宮俊綱は、天文の内訌を克服し、芳賀高定を芳賀氏に送り込むなどで家中の安定化に一応の成功を収めた。しかし、新たな問題も発生しており、結城氏家臣水谷正村による宇都宮攻めによって家臣の中村玄角や八木岡貞家を失う。天文の内訌が原因で、壬生綱房の台頭することを許し、また一族の武茂氏・松野氏が佐竹氏に、塩谷氏が那須氏にそれぞれ離反しており、宇都宮氏の統制から離れつつあった。そのため俊綱は勢力の回復を図っていた。
一方、戦国大名の那須高資は宇都宮侵攻の野心を抱き、天文の内訌後に白河に逃れていた芳賀高経の子芳賀高照を誘引し、宇都宮攻めの大義名分を得る。
天文18年（1549年）9月17日に高資は300騎の軍勢を率いて宇都宮領に侵攻した。このため、尚綱は古河公方足利晴氏の下知を受け2500騎の軍勢を率いて喜連川に出陣してその地で戦った。
最初は兵の勝る宇都宮軍が圧倒的優勢だったため、高資は五月女坂に伏せておいた伏兵を使い、宇都宮軍を混乱させ形勢は逆転した。状況を打破しようと宇都宮氏家臣の多功長朝や笠間氏家臣の満川忠親や横田氏の横田五兄弟らが奮闘し、那須軍の侵攻を食い止めるが満川忠親、横田五兄弟が討ち取られた。
天文18年9月17日（1549年10月7日）、尚綱は混乱を鎮め自軍を統制するために前線に出たが、そこを伊王野資宗の家臣である鮎ヶ瀬実光の矢に射抜かれて絶命し、合戦は高資が率いる那須軍の勝利で終わった。

## 戦後
尚綱が討死すると、宇都宮氏の宿老の壬生綱房が下克上を果たし宇都宮城を占拠してしまう。城内にいた幼い伊勢寿丸（のちの宇都宮広綱）は芳賀高定に連れられて真岡城に逃れた。
宇都宮城主となった綱房は芳賀高照を迎え入れ、傀儡として利用し、実権を掌握した。塩谷義孝ら宇都宮氏の重臣達も綱房に従わざるを得なかった。高資も綱房と結び、宇都宮氏は滅亡の危機に晒されることとなった。

## 参戦武将

### 宇都宮軍
宇都宮軍
宇都宮尚綱、多功長朝、多功房朝、上三川頼成、薬師寺貞村、薬師寺勝朝、三田綱知、大門資長、大門資忠、蒲生信朝、清水高信、横田五兄弟（横田綱維、横田維業、横田弥業、横田茂業、横田業通）、今泉泰高、今泉泰光、河田安盛、小倉盛長、長山通兄、吉田安政、塩原越前守、満川忠親、紀清両党

### 那須軍
那須軍
那須高資、芳賀高照、大田原資清、大田原綱清、大関高増、福原資衝、佐久山義隆、芦野資泰、伊王野資宗、千本資俊、興野隆致、稲沢俊吉、鮎ヶ瀬実光
佐竹軍
荒巻為秀